# 아델리펭귄
아델리펭귄(학명: Pygoscelis adeliae 퓌고스켈리스 아델리아이[*])은 젠투펭귄속의 펭귄 종으로, 키가 약 70cm, 몸무게가 최대 6kg까지 자란 중소형 펭귄 종이다. 남극 대륙 연안 전체에 걸쳐 분포한 펭귄 가운데 서식지가 가장 넓은 펭귄이며, 또한 황제펭귄과 더불어서 지구상에서 가장 남쪽에 서식한 펭귄이다. 1840년에 프랑스 탐험가이자 해군 장교 쥘 뒤몽 드위빌(프랑스어: Jules Dumont d'Urville)이 발견해 아내 아델리(Adélie)의 이름을 붙였다.
성적 이형성은 보이지 않는다. 또한 전체 색상은 머리와 등 부위의 검은색 깃털과 배 부분의 흰 깃털이 극명한 대비를 이룬다. 그리고 양쪽 눈의 가장자리를 따라 난 희끗한 고리 무늬가 있다. 먹이 사냥을 한 육식성 조류이며, 주먹이는 그 비율이 90%인 크릴이다. 그 밖에도 극지 어류와 두족류를 먹는다. 유선형의 몸은 헤엄을 치거나 파도와 연안류를 타기에 적합하다. 번식기는 여름에 찾아오며, 황제펭귄과 유사하게 남극의 여름 기후에도 녹지 않는 두꺼운 빙하 지대를 찾아 100km가 넘는 대이동을 한 습성이 있다. 그러나 모든 아델리펭귄들이 이 습성을 따른 것은 아니다. 또 가까운 연안에 조약돌로 둥지 겸 거처를 마련하기도 한다. 암컷은 한 배에 두 개씩 알을 낳고 새끼가 껍데기를 깨고 나올 때까지 수컷과 교대로 알을 품는다.

## 어원

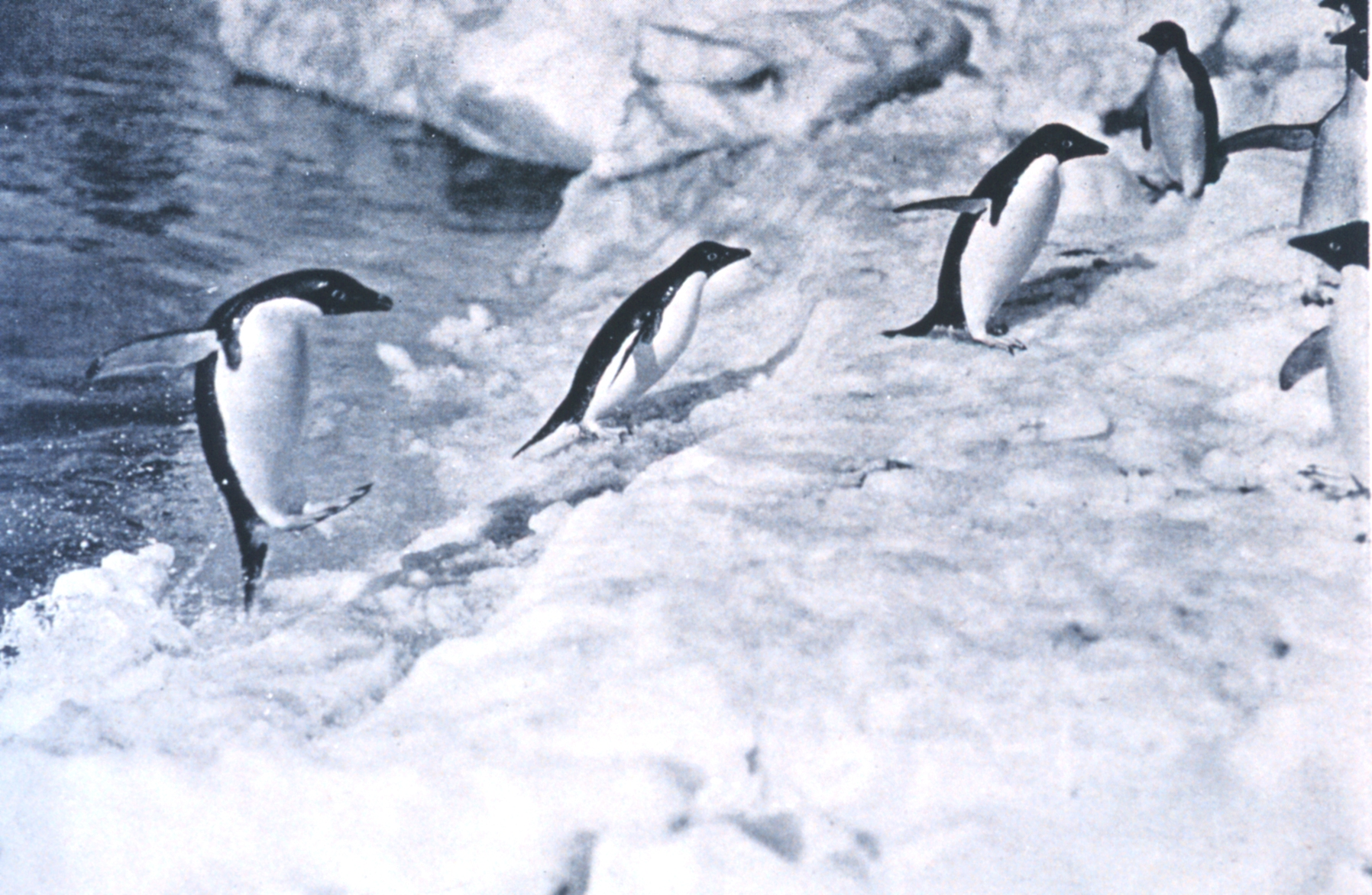
빙하 위로 도약하면서 상륙하는 아델리펭귄

아델리펭귄을 비공식적으로 처음 기록한 사람은 프랑스의 생물학자인 쥘 세바스티앙 세자르 뒤몽 뒤르빌(프랑스어: Jules Sébastien Caesar Dumont d'Urville)로, 그는 1840년 1월 21일 아델리랜드를 탐사한 뒤 그것을 기념하기 위하여 지명에 아내의 이름인 아델리(Adélie)의 이름을 붙였다. 1년 뒤인 1841년 이 펭귄은 다시 자크 베르나르 옴브롱(Jacques Bernard Hombron)과 오노레 자키노(Honoré Jacquinot)에 의하여 서식지인 아델리랜드를 본딴 아델리펭귄으로서 학계에 기록되었다. 처음에는 카타르학테스 아델리에(학명: Catarrhactes adeliae)라는 학명이 붙여졌으나 나중에 피고셀리스 아델리에(학명: Pygoscelis adeliae)로 정정되었다.

## 분류
아델리펭귄은 젠투펭귄속(학명: Pygoscelis)에 속한 세 펭귄 종 가운데 하나로, 나머지 둘은 각각 젠투펭귄(학명: Pygoscelis papua)과 턱끈펭귄(학명: Pygoscelis antarctica)이다. 미토콘드리아 및 세포핵 DNA 검사 결과, 다른 펭귄 종들과는 황제펭귄속(학명: Aptenodytes)에 속한 펭귄들이 갈라져 나온 4,000만년 전보다 200만 년 후인 약 3,800만 년 전에 갈라져 나온 것으로 추정된다. 젠투펭귄속에서 아델리펭귄이 처음 나타난 것은 1,900만 년 전으로 추장된다.
본 속에 속한 모든 종들이 자기 둥지를 틀기 위해 이웃한 둥지로부터 조약돌과 자갈을 부리로 훔쳐다 쓰는 것으로 알려져 있기 때문에, 속명 피고셀리스(Pygoscelis)가 라틴어로 "도둑질, 서리"를 뜻하는 셀리스(scelis)에서 유래했다는 의견이 있다. 또다른 설로는 속명 자체 뜻이 "빗자루·붓 모양"이라는 뜻을 가지고 있으며, 이는 펭귄들이 우스꽝스럽게 뒤뚱거리면서 걸어다닐 때 꼬리가 빗자루처럼 좌우로 흔들리며 바닥을 터는 듯한 모습을 가리키는 것이라는 의견도 있다.

## 분포 및 서식지

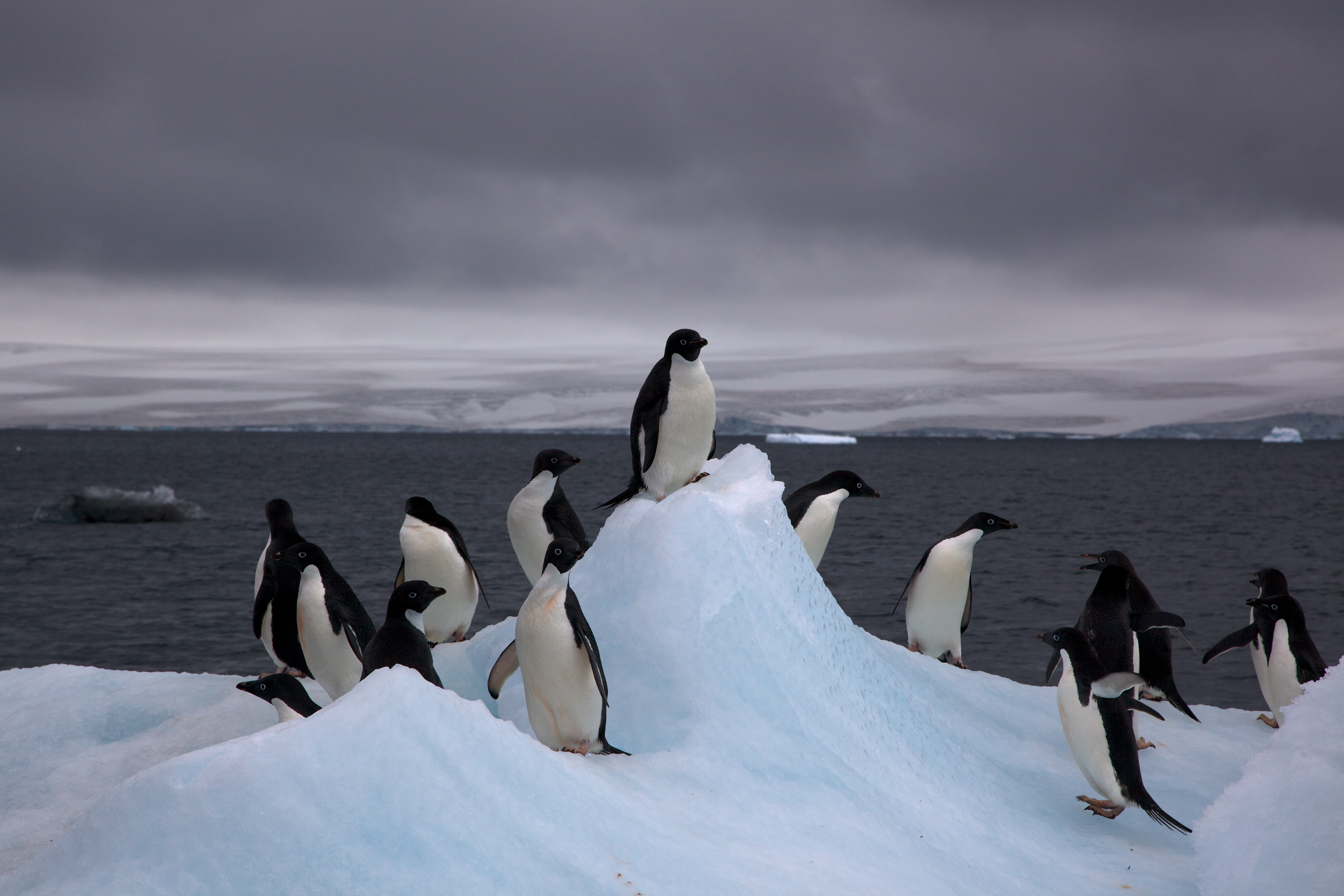
빙산에 올라서 있는 아델리펭귄 무리

아델리펭귄의 주요 서식지는 남극 대륙으로, 본토와 남극반도뿐 아니라 스콧섬·페테르 1세섬·사우스셰틀랜드 제도·사우스오크니 제도·사우스조지아 사우스샌드위치 제도·해스웰섬 등 주위 열도에 대부분 분포한다. 또한 번식 및 육아기가 아닐 때에는 종종 본래 서식지를 벗어나 약 1,000-4,000km 떨어진 아르헨티나·호주·뉴질랜드·포클랜드 제도·허드 맥도널드 제도 등지까지 이동·표류하기도 한다.
2014년 인공위성을 동원하여 구아노가 쌓인 극지방의 해안가를 중심으로 조사·분석한 바에 따르면, 아델리펭귄 379만 쌍이 총 251곳에 달하는 번식지에서 번성하고 있으며, 그 수 또한 20년 전에 비하여 53% 더 높은 수준이었다.
이동기가 되면, 아델리펭귄은 번식지로 회귀하기까지 약 13,000-17,000km에 달하는 바닷길을 헤엄칠 수 있다. 이동이 끝난 아델리펭귄은 포식을 통해 피하지방을 축적하며 다가오는 번식기에 대비한다.
약 -30에서 10℃까지의 기온을 띠는 지역에 서식하며,연안 바닷물의 온도가 몹시 차가워 빙점보다 아래까지 떨어지는 남극 지역에서도 문제없이 살아간다.

## 특징

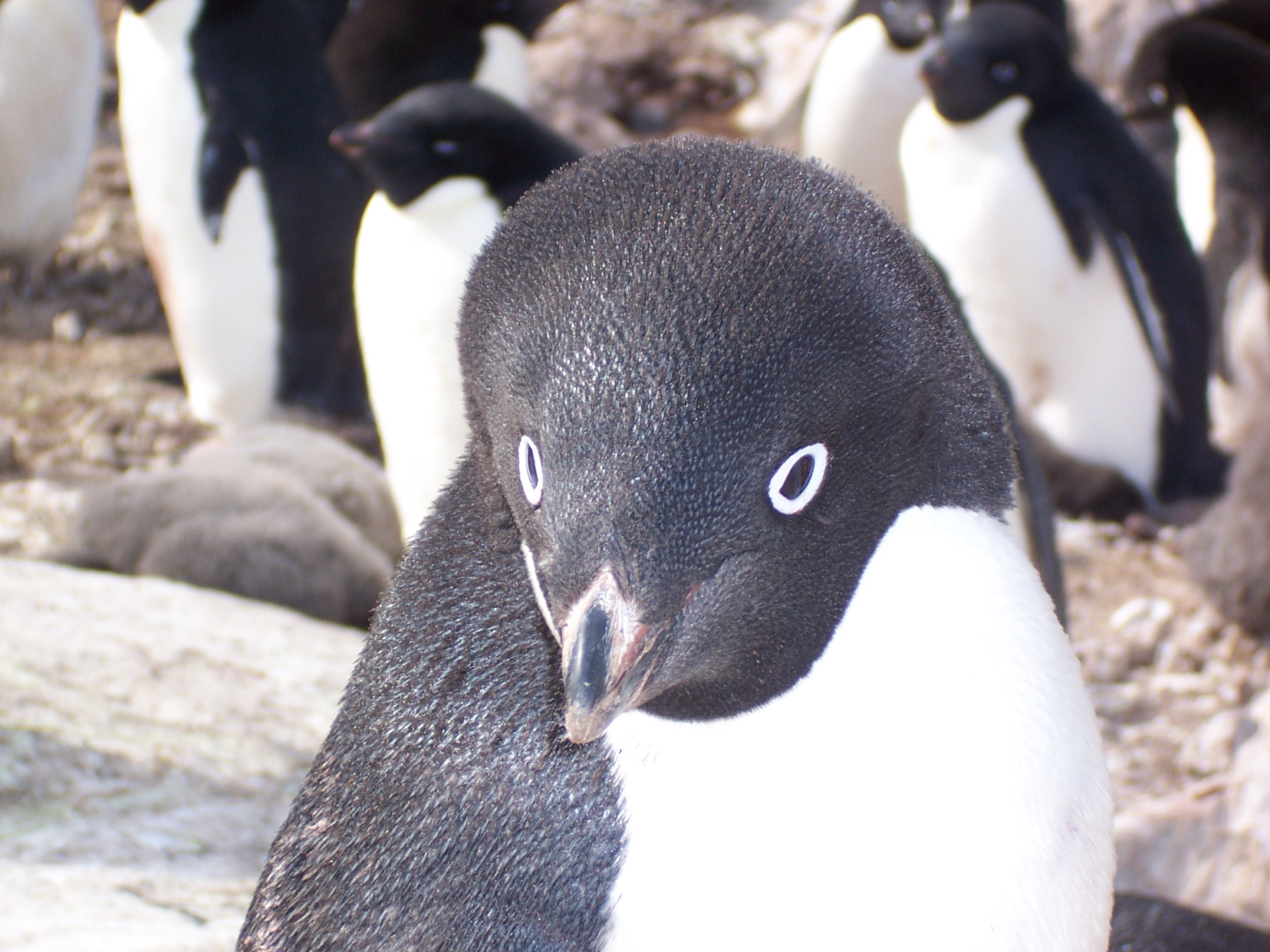
정면, 눈의 고리 무늬가 두드러진다.

아델리펭귄은 젠투펭귄속에서 가장 작은 종이자 펭귄 전체 가운데에서는 중형종으로, 키는 65-75cm에 이르며, 몸무게는 3.9-6.5kg 정도로 나간다. 몸무게는 번식기·털갈이 기간 등 특정 기간 여부에 따라 다소 차이가 날 수 있으며, 이 때 성적 이형성이 비교적 뚜렷하게 나타난다. 일반적으로 관찰된 바에 따르면, 수컷이 암컷보다 약간 더 크다.
다른 펭귄들과 비교했을 때 특히 돋보이는 특징은 눈가 테두리를 따라 흰 고리 무늬가 있는 것과, 맨 끝을 제외한 부리 전체가 깃털로 뒤덮여 있다는 것이다. 또한, 깃털 색이 검은색과 흰색 두 가지로 일정한 것도 특징이다. 머리와 등, 옆구리와 날개는 깃털이 검은색, 배와 날갯죽지 깃은 흰색이다. 깃털에 파묻혀 보이지 않지만, 본래 부리 색은 붉은색에 가깝다. 다리는 분홍색 내지 붉은색이며, 발바닥은 검은색이다. 꼬리는 평균적으로 여타 펭귄들보다 길며, 배 거죽에 난 흰 깃털은 목까지 올라와 있어 턱시도를 차려입은 것처럼 보인다. 눈가의 고리는 멀리서는 맑은 흰색으로 보이지만, 실제로는 울긋불긋한 연갈색에서 갈녹색까지 다양한 색을 띤다.
반가움을 표하거나 흥분했을 때 머리, 특히 정수리 부분에 나 있는 깃털들이 마치 머리를 펑크 컷으로 깎은 사람처럼 다소 빳빳하게 곤두선다. 새끼와 아성체는 성체와 비슷한 색상을 가지지만, 생후 3년이 되기 전까지는 눈가의 고리 무늬가 없거나 희미하다.
바다에서는 평균 시속 8km로 유영하며, 사냥감을 쫓거나 천적으로부터 달아날 때 낼 수 있는 최대 속력은 약 시속 20km이다. 뭍으로 올라올 때 3m 정도 도약하여 땅이나 바위, 빙하로 올라올 수 있다. 생후 3-5년이 되면 성숙해지며 야생에서는 16년까지 살 수 있다.

### 추위에 대한 적응

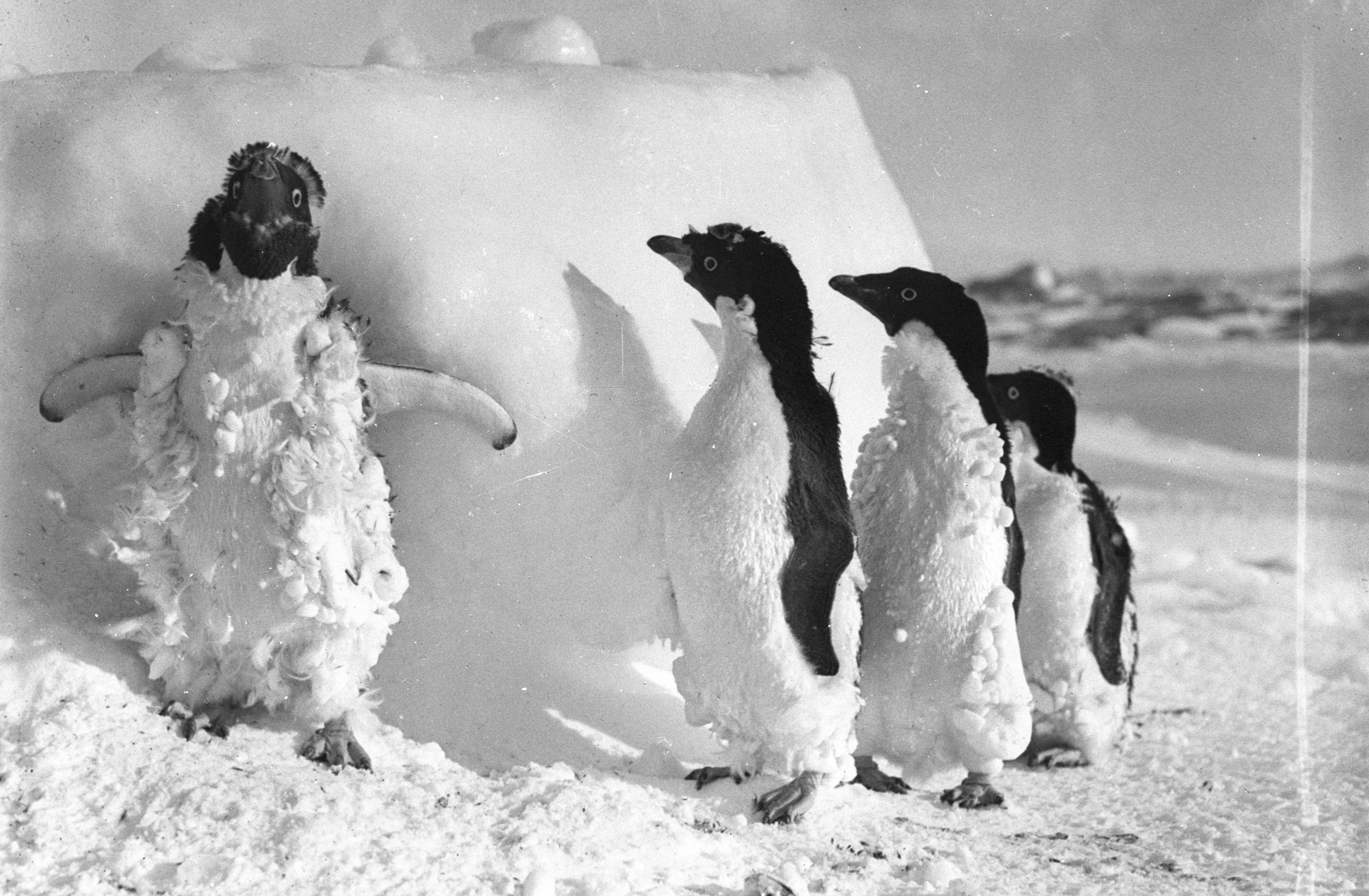
털갈이를 하는 새끼 아델리펭귄들

아델리펭귄의 깃털은 길이에 비해 굵기가 굵으며, 빽빽하게 겹쳐져 있어 방수가 훌륭하게 된다. 표피 1㎠마다 평균 3.6cm 정도 되는 깃털이 12개 정도 나 있다. 깃털은 두 겹으로 되어 있는데, 그 중 안쪽 깃털겹은 단열재처럼 열을 보존해 주는 데 핵심적인 역할을 맡는다. 속층 바로 위에 자라나는 깃털 겉층은 윤기가 흐르는데, 외부 환경으로부터 펭귄을 보호하는 데 탁월하다.
아델리펭귄은 열을 바깥으로 빼앗기지 않도록 꼬리 근처의 분비샘에서 나오는 물질을 가지고 자주 깃을 다듬어 준다. 분비물 약 100g 정도만으로도 깃털 전체를 다듬어 제 기능을 하도록 할 수 있으며 동시에 박테리아와 진균도 막아 준다. 두꺼운 피하 지방층은 주로 보온보다는 먹이가 부족해질 때, 또는 에너지를 많이 써야 하는 시기에 대비하도록 축적한다. 털갈이를 해야 할 때가 오면 전신에 난 깃털들이 삐죽삐죽 빠져나오고 새 깃이 돋아난다. 털갈이하는 데는 20일 정도가 소요된다.
아델리펭귄 역시 여타 펭귄 종들처럼 하복부에 알을 품을 수 있도록 접었다 펼 수 있는 주머니 같은 구조가 있다. 알이나 새끼를 품으려고 앉는 즉시 부모의 열을 주고받을 수 있도록 되어 있기 때문에, 알과 새끼들은 혹한으로부터 안전할 수 있으며 32-35℃의 온도에서 알을 지킬 수 있다.

### 이동 방향

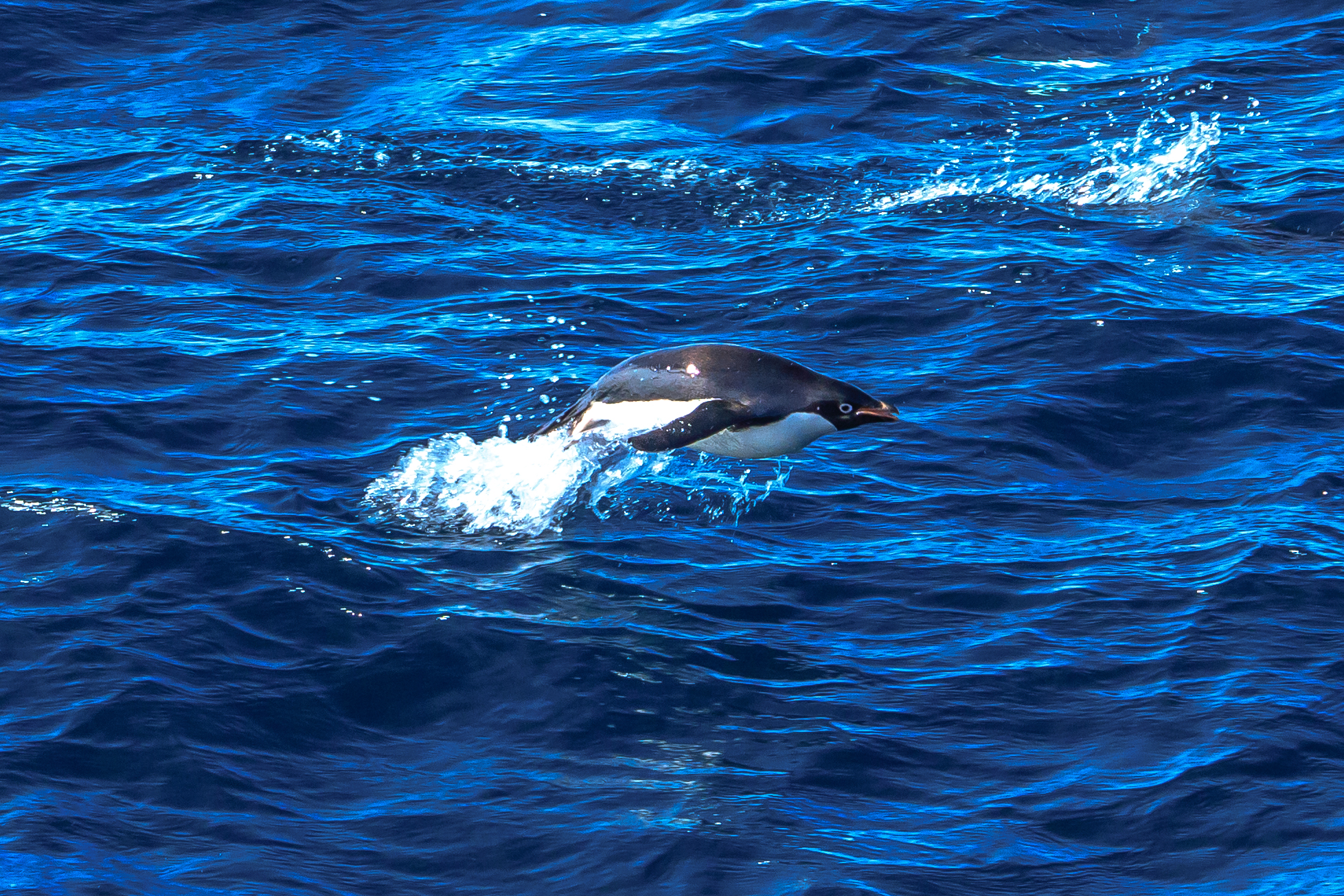
돌고래처럼 수면을 박차고 뛰어오르는 아델리펭귄

아델리펭귄은 이동기에 수천 킬로미터에 달하는 해상 경로를 찾거나 따라가는 능력이 탁월하여, 기간에 맞춰 오랜 항해를 거쳐 번식지에 정확히 도달하는 능력을 가지고 있다. 귀소본능은 뛰어나다. 비행기를 타고 4,000km나 먼 곳까지 떨어져서도 10달 만에 자신이 원래 살던 곳으로 찾아간 사례도 존재한다. 그러나 안개나 먹구름 등의 기상 요인으로 인하여 태양의 위치를 알 수 없게끔 방해를 받을 경우 길을 찾는 능력이 현저하게 떨어진다는 연구 결과로 보아, 지구에서 올려다보이는 태양의 궤도와 스스로 가지고 있는 생체 주기를 비교하면서 길을 찾는 것으로 추정된다.

### 의사소통
아델리펭귄은 주로 울음소리로 개체 간에 의사소통을 하며, 주로 낮은 소리로 "깍" 하는 외마디 울음소리를 낸다. 이는 대체적으로 친밀감 표현의 뜻으로 추정된다. 이와는 반대로 "그냥 지나가는 길이다"는 의사를 표현하는 방법으로는 아무런 울음소리 없이 몸통을 쭉 뻗고 팔을 뒤로 향한 채 걷는 것으로 알려져 있다. 번식기에 다다라서 신경이 곤두서 있을 때는 째지는 소리로 그르륵거리는 소리를 내면서 부리를 벌리는데, 이는 위협이나 공격 태세를 갖추었다는 표시이다. 이 시기에 수컷은 암컷에게 큰 소리로 구애를 한다. 그 밖에도 새끼들이 휘파람과 비슷한 소리를 내면서 먹이를 보채기도 한다.
아델리펭귄의 가청범위는 27-12,520Hz이며, 8Hz 정도의 오차를 구별할 수 있다. 청력이 유달리 발달해 있는 것은 울음소리를 통하여 짝·새끼·소속된 무리가 아닌 다른 아델리펭귄·천적을 제대로 구분하기 위함이다. 또한 대규모 무리 내에서는 각 개체를 정확하게 구분하는 데도 날카로운 청력이 요구된다. 여러 선행 연구들로 미뤄 볼 때, 각 개체는 저마다 독특한 울음소리를 갖고 있는 것으로 생각된다.

### 삼투압조절
아델리펭귄은 보통 염분 함량이 매우 높은 해역에서 사는데다가 주된 먹이들에 함유된 염분 양이 자칫 나트륨 중독을 유발할 정도로 많다. 그러나 아델리펭귄에게는 위치상 안와선(眼窩線, Supraorbital gland)에 해당하는 소금샘이 있어, 코를 통해 과다 섭취한 염분을 걸러내 배출하여 신장의 부담을 덜 수 있다. 이 부위는 외부 충격에 매우 민감하다. 소금샘 외에도 총배설강을 통해서도 염분을 조절시키기도 한다.
새끼 때는 아직 샘이 발달하기 전이라 과다한 염분에 대한 저항력이 낮다. 성체들은 새끼들에게 먹이를 먹일 때 위장에서 반쯤 소화된 크릴들을 식도를 통해 역류시켜 먹이는데, 이 때 토해내는 크릴은 나트륨 이온과 칼륨 이온이 대거 제거된 상태이다.

## 먹이와 사냥

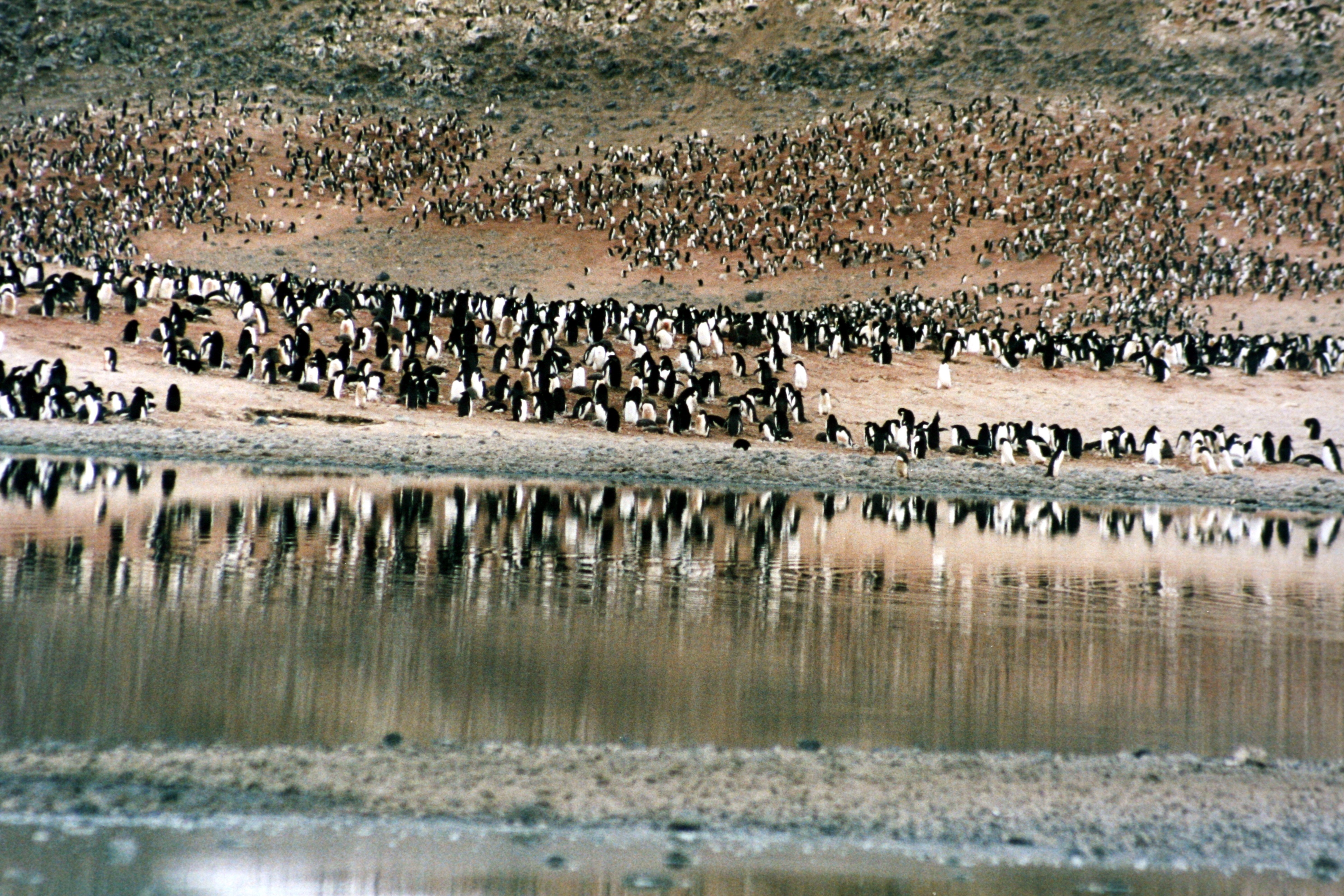
아데어 곶의 아델리펭귄 군락

본디 아델리펭귄의 식성은 지극히 어류 중심으로 맞춰져 있었다. 그러나 1800년대 내내 남극에서 남극물개·수염고래류의 남획이 일어나 천적을 잃은 크릴이 대규모로 번식하기 시작했고, 이에 따라 아델리펭귄의 식성도 변화하여 먹이의 태반을 보다 쉽게 획득할 수 있는 크릴에 크게 의존하게 됐다. 현재도 아델리펭귄의 먹이에서 가장 높은 비율을 차지하는 것은 단연 크릴, 그 가운데서도 남극크릴(학명: Euphausia superba)이며, 이는 전체 먹이의 90% 가량에 달한다. 아델리펭귄은 주로 빛과 시야를 충분히 확보할 수 있는 낮에 수심 10-200m 구간에서 크릴 사냥을 한다.
때때로 크릴 외에 비막치어·남극암치처럼 본래 주된 먹이로 삼던 차가운 물에 사는 극지 어류를 포식하기도 하며, 극지오징어(학명: Psychroteuthis glacialis) 같은 두족류를 잡아먹는 일도 있다. 소형 카메라로 촬영한 결과, 아델리펭귄 한 마리가 1시간 반 동안 갑각류 244마리, 또는 물고기 33마리를 사냥할 수 있다. 한편 자포동물의 경우 크리소라속(학명: Chrysaora)과 키아네아속(학명: Cyanea)에 속하는 해파리들을 먹는 것으로 알려졌으며, 과거에는 그저 다른 먹이를 먹을 때 단순히 실수로 삼킨 것으로 치부되었지만 거듭해서 위장에서 해파리들이 발견되자 해파리들을 먹이로 인식한다는 것이 확인됐다. 쇠푸른펭귄·노란눈펭귄·마젤란펭귄 또한 이와 같은 오해가 있었으나 해명되었다.
번식기 초기를 기준으로 번식지에서 50-600km 떨어진 바다에서 먹이를 잡는데, 이 거리는 획득할 수 있는 먹이의 가짓수에 따라 다르다. 이후 여름이 오면서 눈과 얼음이 녹으면 먹이를 잡기가 더 쉬워지고, 새끼를 먹일 먹이를 사냥하기가 더 수월해진다. 이 때는 바다에서 18-30시간 정도 머무르면서 한 번에 320-490g의 먹이를 쓸어담는다.
혀와 부리의 입천장 부분이 대체적으로 안으로 굽은 갈고리 모양을 하고 있어, 한 번 붙들린 먹이는 쉽게 빠져나와서 달아나지 못한다. 잡은 먹이는 산 채로 즉석에서 삼키며, 크릴은 청소기처럼 빨아들이는 반면 물고기는 식도에 지느러미가 걸리지 않도록 머리부터 삼킨다.

## 천적

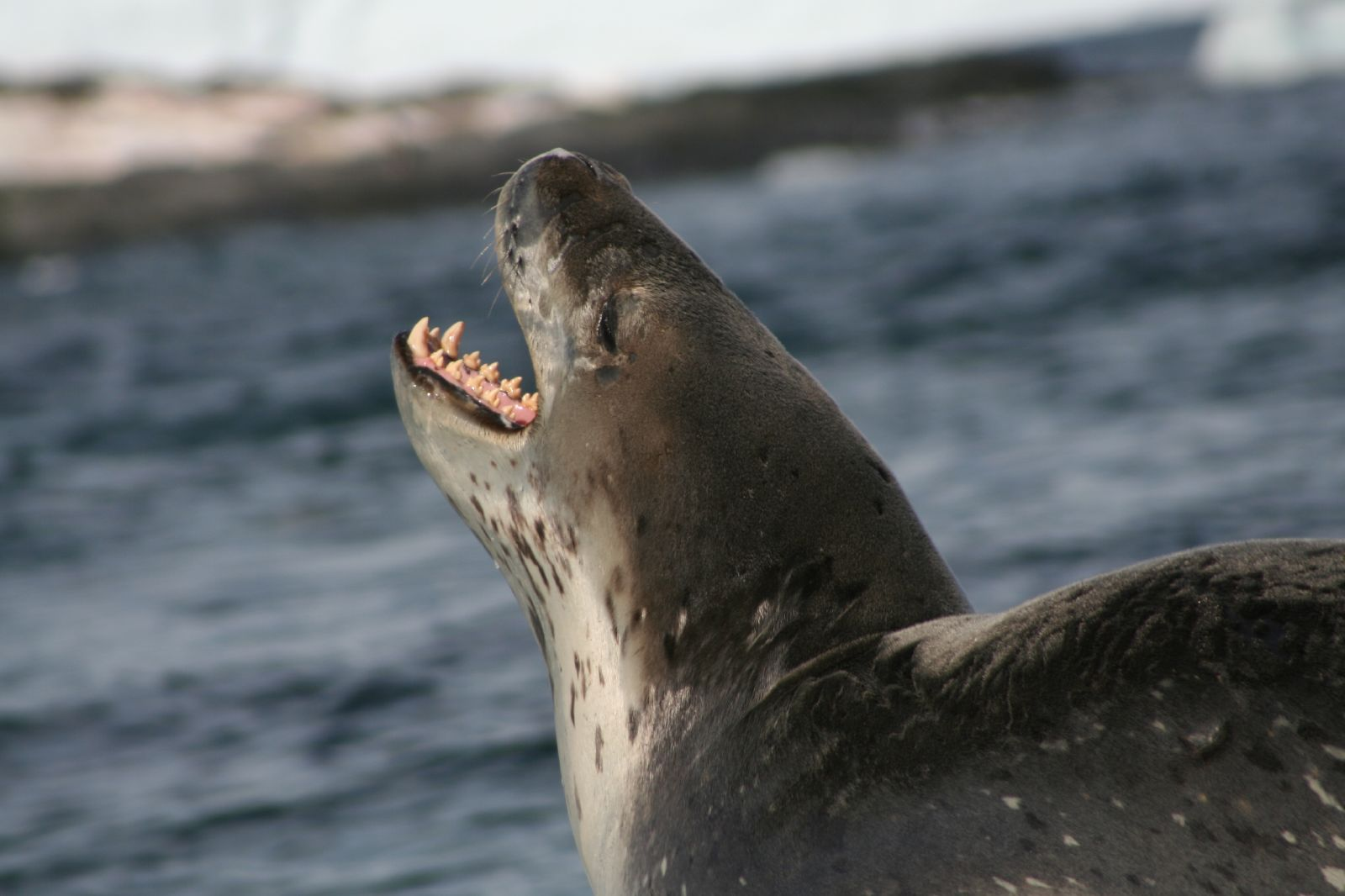
아델리펭귄의 가장 큰 천적인 얼룩무늬물범은 가장 큰 바다표범 종이기도 하다.

자연에서 아델리펭귄의 가장 위협적이고 치명적인 천적은 인간을 제외하면 바다표범, 그 가운데서도 얼룩무늬물범(학명: Hydrurga leptonyx)과 범고래이다. 바다표범은 얼음 사이사이에 나 있는 틈새 사이에 차 있는 바닷물 속에 잠복하여 아델리펭귄을 사냥하며, 다른 펭귄들이 위험을 알아차릴 때까지 계속해서 물밑에 숨어서 사냥을 한다. 또한, 얼음이 약하게 얼어 있는 부분을 깨서 물 속으로 미끄러지게 만들기도 한다.
알과 새끼들은 대형 슴새·도둑갈매기·갈매기·칼집부리물떼새 등에게 곧잘 사냥당한다. 그 중에서도 남극도둑갈매기(학명: Stercorarius maccormicki)는 2마리씩 행동하면서 한 마리가 부모에게 덤벼들어 새끼를 지키러 못 가도록 방해를 하는 사이 다른 한 마리가 새끼와 알을 훔쳐 먹는 사냥 방식에 능하다.

## 번식
아델리펭귄은 큰 무리를 지어서 생활하는 모듬살이 동물으로, 무리가 만들어지면 그 규모가 수백 수천 마리가 넘는다. 같은 무리에 속한 아델리펭귄들은 집단으로 자갈과 조약돌을 이용해 바닥에 둥지를 튼다. 일부일처를 이루며, 다른 펭귄들보다 비교적 번식 주기가 짧아서 한 번 번식할 때 여러 마리가 늘어난다.

### 둥지 틀기
10월 초부터 보름까지 번식지를 향해 30-100km에 달하는 설원을 이동하며, 보통 수컷들이 암컷들보다 4일 먼저 번식지가 될 곳에 미리 도착하여 자리를 잡는다. 둥지 제작 역시 수컷의 몫으로, 굴을 파고 그 아래에 적당히 자갈들을 채워 넣어 알이 들어갈 둥지를 만든다. 각자 둥지를 만드는 데 여념이 없어 상대방의 자갈이나 조약돌을 도둑질해 가거나 빼앗아 쓰는 경우가 벌어지기 때문에, 이 기간 동안에는 매양 싸움이 일어나기 마련이다. 보통 번식지의 가장 최심부는 경험이 가장 많은 수컷이 차지하기 때문에 가장자리보다는 안쪽에 있는 둥지일수록 크기와 면적이 눈에 띄게 큰 둥지가 틀어지는 경향도 관찰된다. 또한, 미숙하고 덜떨어지거나 어린 수컷일수록 보다 경험 많고 노활(老猾)한 수컷에게 빈집털이를 당할 공산이 크다.

### 구애 행위

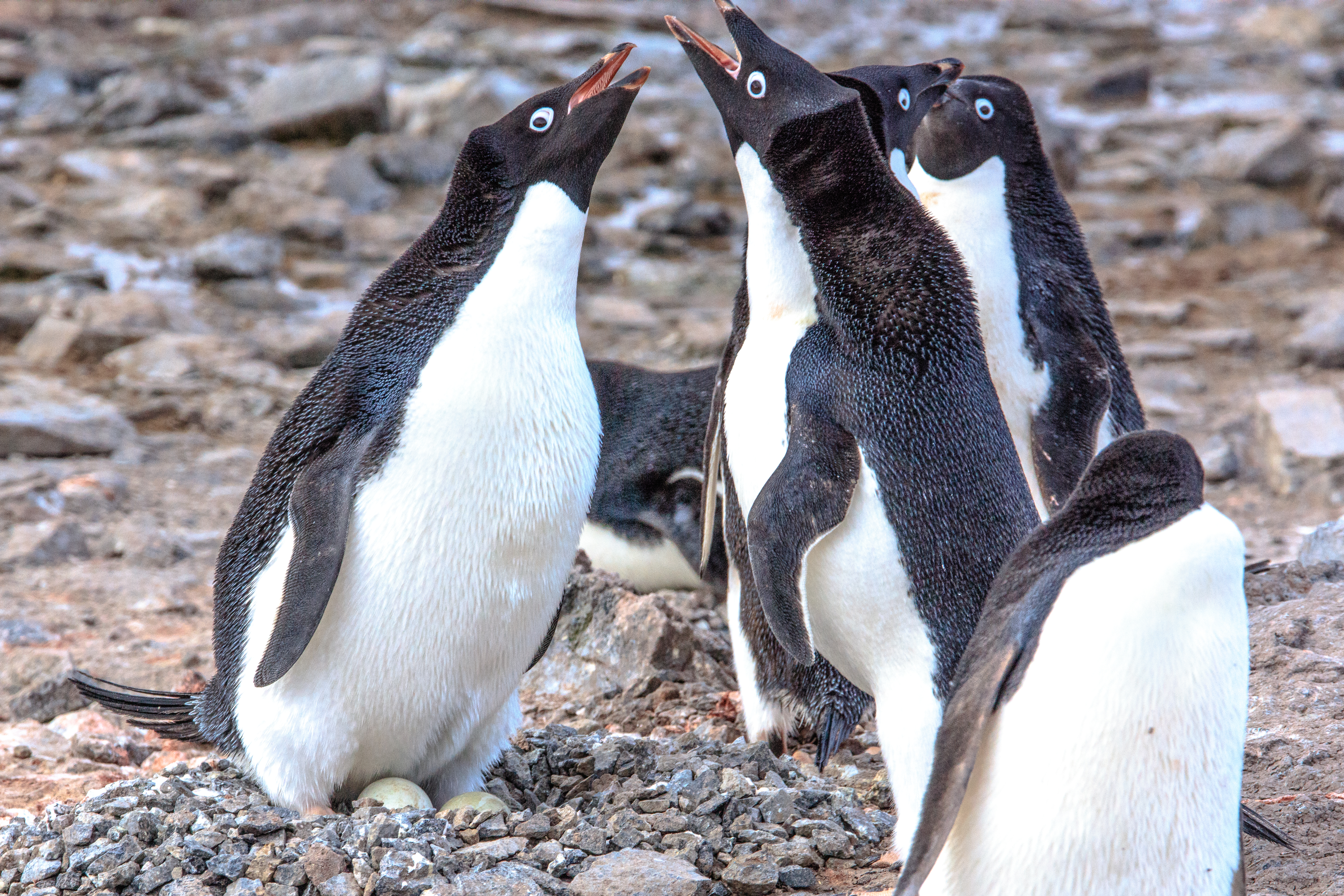
아델리펭귄 무리

암컷들이 당도하면 수컷들의 배우자 경쟁 때문에 번식지 전체가 소란스러워지고 시끌벅적해진다. 수컷들은 수단 방법을 가리지 않고 암컷들을 유혹하려고 애를 쓰는데, 예컨대 둥지를 보다 크고 넓게 만들거나 깊은 저음으로 목청을 울리는 소리를 내기도 하며, 머리를 꼿꼿하게 쳐든 다음 날개를 퍼덕이기도 한다. 무리의 마지막 암컷이 도착할 때까지 수컷들의 구애는 계속된다.

### 교미

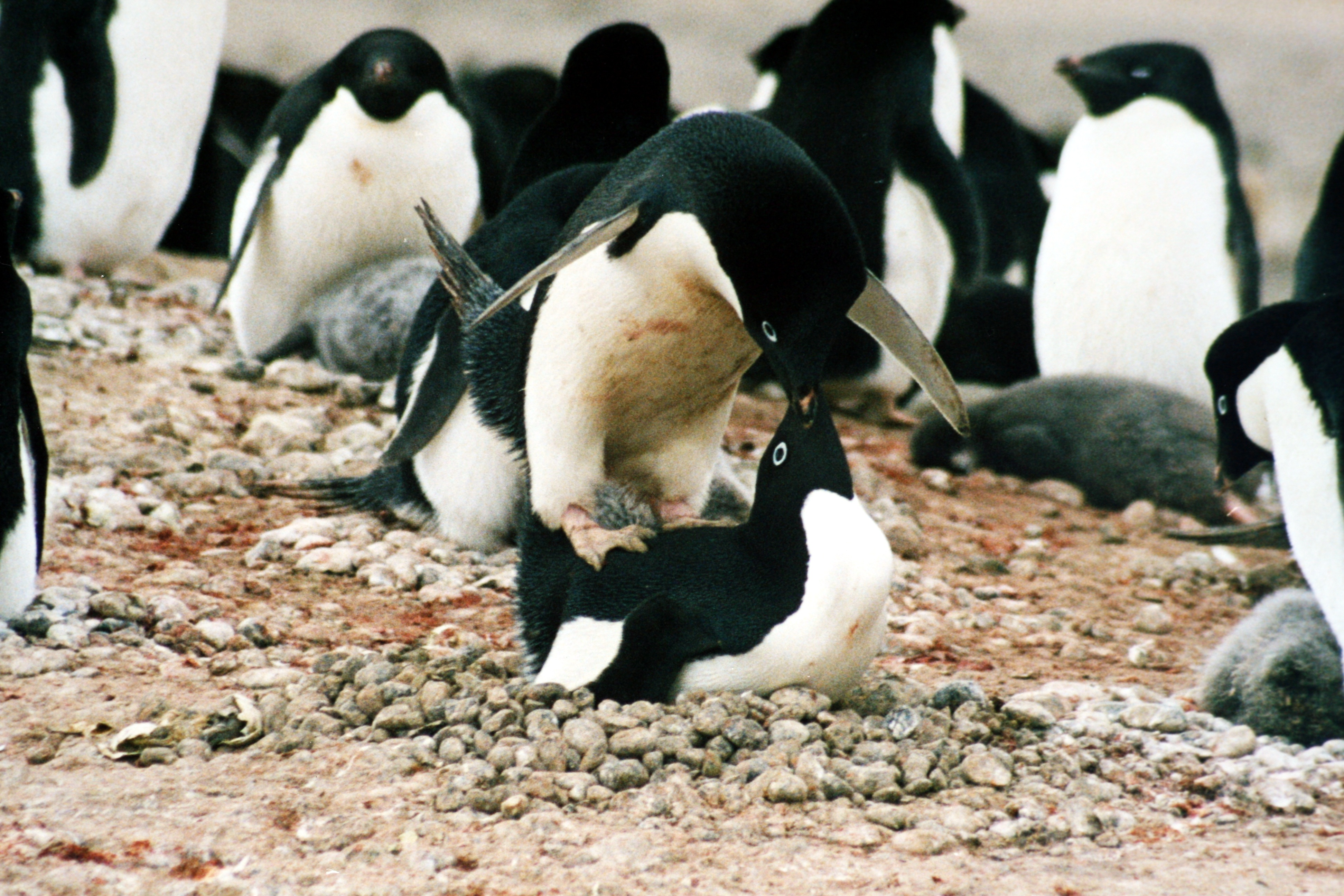
아델리펭귄의 교미

구애가 끝나면 교미기가 찾아온다. 아델리펭귄의 교미는 비교적 짧게 끝나는 편이지만 대신 연거푸 이루어지며, 아직 경험이 적은 미숙한 개체들이 실수가 많아 더 많이 교미를 한다. 교미할 때 수컷 아델리펭귄은 암컷의 등 위에 올라타고 균형을 잡으려고 꼬리를 위로 올리며 총배설강의 교접을 시도한다. 이 때는 수컷의 고환이 부풀어올라 관찰하기 용이해진다.
아델리펭귄은 매우 난폭하고 거침없는 성생활을 즐기는 것으로 알려져 있는데, 이는 주로 사회적·성적 경험이 없다시피한 비교적 젊은 아델리펭귄 무리 사이에서 관찰되는 현상이다. 어린 아델리펭귄 수컷들은 짝짓기를 해야 할 대상을 오인하여 동성, 새끼를 상대로 교미를 시도하거나 심지어는 죽어가고 있거나 주검이 된 암컷들을 시간(屍姦)하기도 한다.

### 포란기
봄 끝무렵에 해당하는 10월 말부터 11월 초까지는 알을 낳는 기간으로, 이 때 암컷은 한 배에 두 개씩 약간 초록색이 감도는 흰색 알을 낳는다. 보통 번식지에 도착한 지 10일 만에 알이 만들어지며, 첫 번째 알을 낳고 나서 두 번째 알을 낳기까지는 약 2-3일 정도가 소요되는데, 보통 먼저 나온 알이 나중에 나온 알보다 더 크고 무겁다. 알을 낳은 아델리펭귄들은 약 24-38일 정도를 계속 알을 품는다. 알을 품는 포란기에 해당하는 12월은 한여름에 해당하며 남극의 기온이 평균 -2℃ 정도로 낮아지는 가장 따뜻한 기간이다. 암수가 교대로 알을 품지만 수컷이 알을 품는 기간이 더 긴데, 한 번 알을 품기 시작한 수컷은 7-21일 동안 아무것도 먹지 않고 포란을 계속할 수 있지만, 그 대신 체중의 40%를 잃게 된다. 암컷들은 보통 수컷들이 알을 품고 있을 때 바다로 나가 먹이 사냥을 하며, 아무것도 먹지 않고 알을 품는 기간이 수컷들보다 더 짧지만, 암컷 역시 비슷한 비율로 체중을 잃게 된다.
알은 어미새와 아비새의 하복부에 달린 주머니에 싸이며, 이 부분으로 어버이새의 혈관이 지나가기 때문에 32-35℃의 안정적인 온도를 유지할 수 있다. 이 기간 동안은 알을 품어야 하므로 혈액 순환이 몸 아랫부분에서 더 활발하게 이루어지는데, 알 꼭대기가 피가 지나가는 부분을 눌러 혈액을 위로 더 잘 보내게 하기도 한다. 알은 찬바람이 강하게 불어닥치는 바깥 공기에 취약하며 먹이를 노리는 천적 조류들의 습격에 무력하다. 만일 알이 먹히거나 부화하지 못하고 깨지거나 죽어도 발정기가 다 끝난 암컷은 새 알을 낳지 못한다.

### 부화와 성장

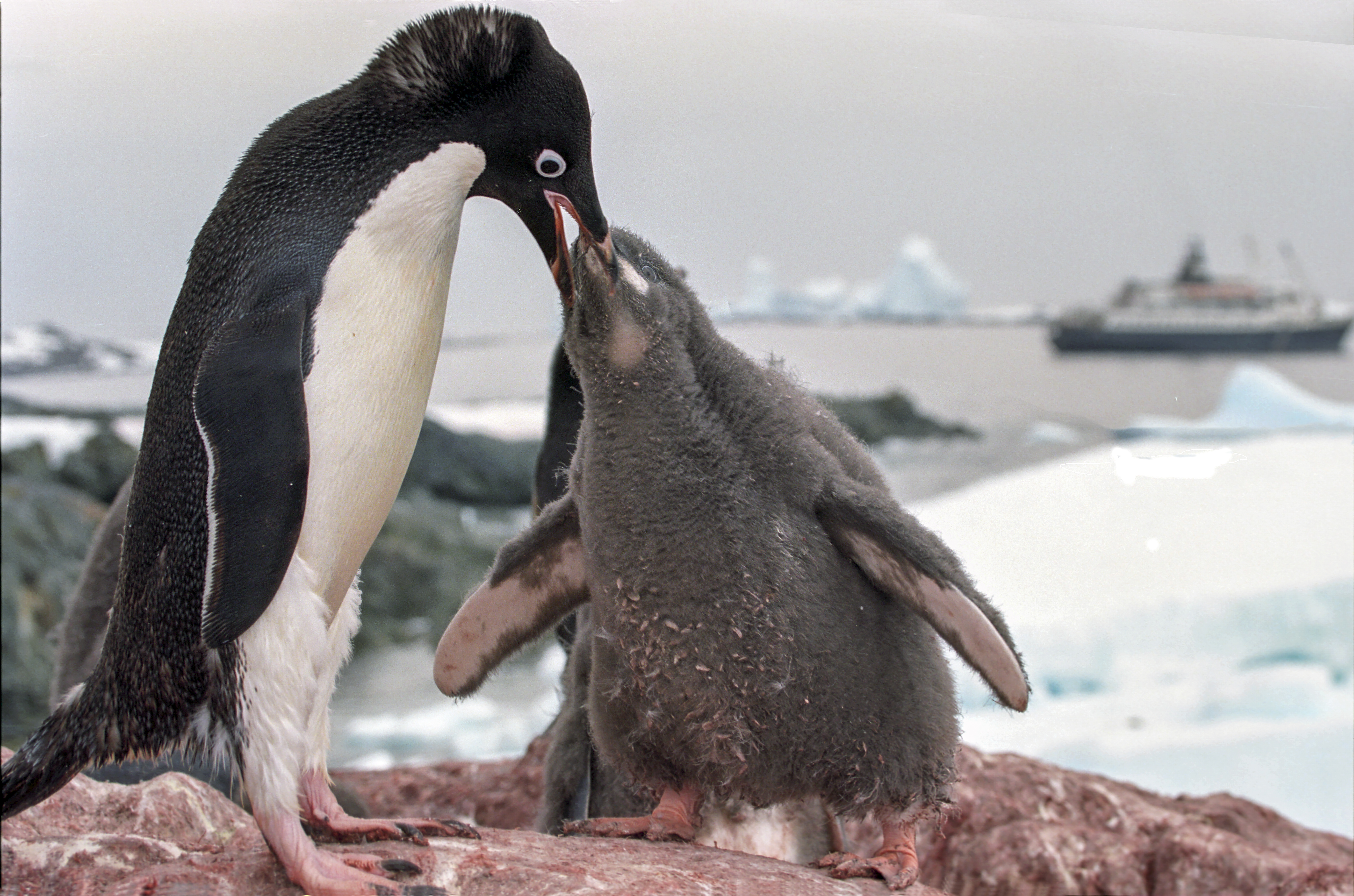
새끼에게 먹이를 먹이는 아델리펭귄

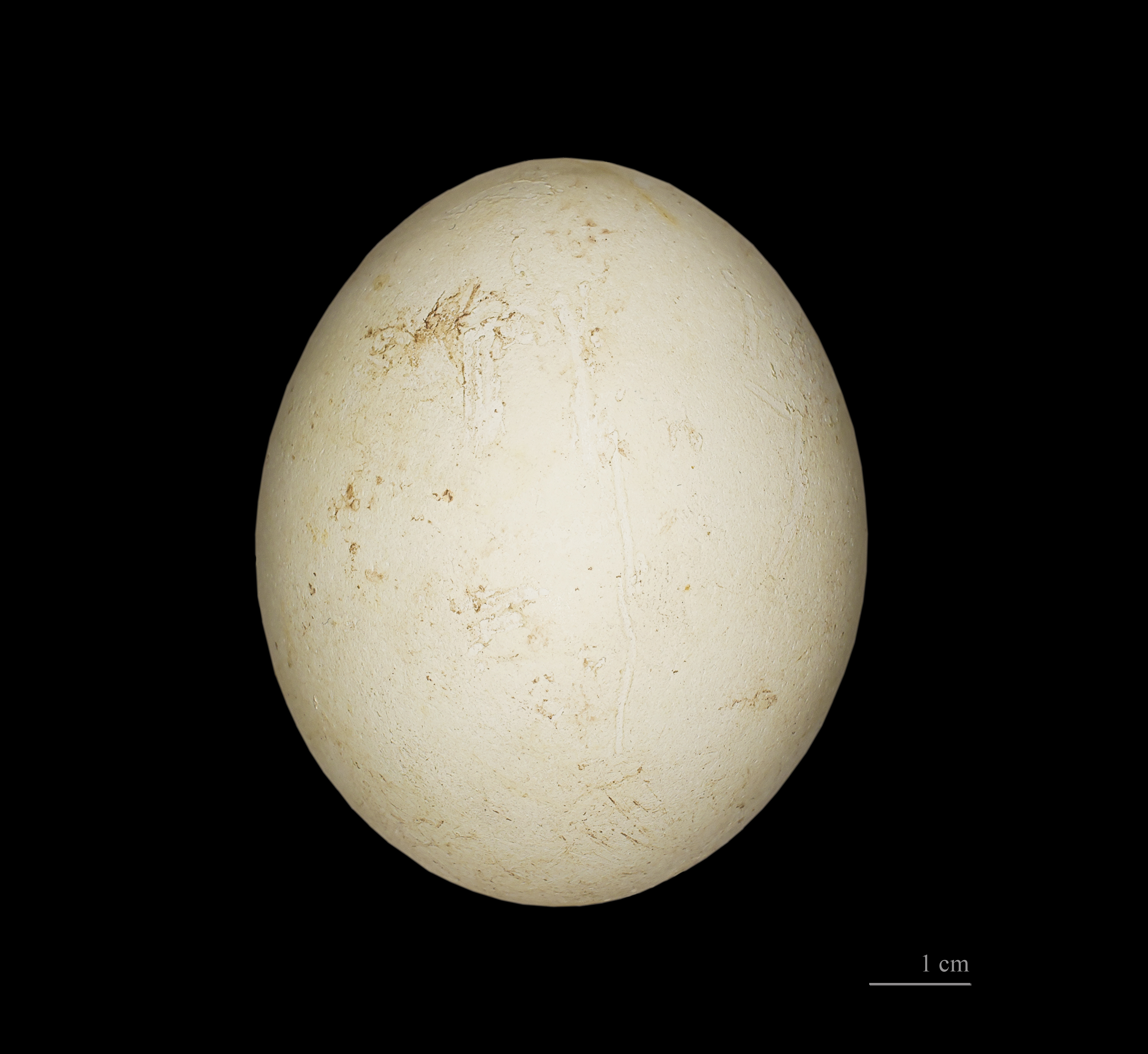
아델리펭귄의 알

두 새끼 아델리펭귄들은 거의 동시에 알을 깨고 나오며, 갓 알 껍데기를 깨고 나왔을 때는 눈이 뜨여있지 않고 은색 내지는 잿빛 솜털로 덮여 있다. 어버이새는 위장에서 먹이를 토해내서 새끼들을 먹이는데, 이 먹이들은 소화가 덜 된 상태라 영양은 새끼들을 며칠간 먹여살리기에 충분하다. 생후 22일 동안 새끼는 둥지를 떠나지 않으며 그 동안 암컷과 수컷 모두가 망을 보면서 둥지를 지킨다.
1월 초에 새끼가 알에서 깬 지 약 4주가 지나면 새끼 아델리펭귄들의 몸에 좀더 성숙해진 깃털이 자라나게 된다. 이 상태로는 아직 찬물에 적합할 정도까지는 아니나 체온을 스스로 조절할 수 있게 되어 외부 혹한을 버틸 수는 있다. 종종 새끼들은 같은 무리에서 태어난 새끼들끼리만 모여드는 습성을 보이는데, 이렇게 형성된 무리를 '보육원(kindergarten)'이라 일컫는다. 새끼들만으로 이루어진 이 보육원은 적게는 10마리에서 많게는 200마리까지 규모가 천차만별이다. 보육원으로 모여든 새끼들은 추위와 천적에 대비해 저마다 뭉쳐서 다닌다. 이 때 성체의 보호를 받지 않는 새끼들이 가장 위험한 처지에 놓인다. 새끼 무리는 각자 어버이들로부터 먹이를 얻어가거나 사냥 방법을 터득해가기도 한다. 새끼들은 식욕이 매우 왕성해서 제 몸무게의 30%에 달하는 먹이들을 먹어치울 수 있다.
1월 말부터 2월 초까지 새끼들은 생후 50-60일까지 연령이 차며, 이 때부터 물에 자유롭게 들어갔다가 나올 수 있는 깃털이 자라나게 된다. 뒤이어 여름이 오면 눈과 얼음이 녹아 새끼들이 바다로 나가기 쉬워진다. 종종 해안가에서 태어난 새끼들은 미처 다 자라지도 않은 채 무자맥질을 하기도 한다. 번식기가 끝나면 20일에 달하는 해산기가 오는 3월까지 성체들은 바다로 나가서 다시 사냥에 몰두한다. 3, 4월을 전후로 해산기가 끝나면 성체들은 저마다 새끼를 데리고 떠나 번식지는 다음 번식기인 이듬해 10월까지 텅 빈 상태가 된다. 새끼 펭귄들은 스스로 나고 자란 고향 번식지를 기억하기 때문에, 성체가 되고 나서 어버이가 번식을 했던 곳으로 되돌아와 번식할 가능성이 높다.

## 관련 연구

### 테라 노바 탐사
1910년 영국의 군인이자 탐험가인 로버트 팰컨 스콧이 남극점을 탐사하러 남극 해안에 정박시킨 테라노바 호에 아델리펭귄을 깊이 연구한 동물학자이자 왕실 군의관인 조지 머레이 레빅(영어: George Murray Levick)도 원정 기록 임무를 띠고 승선해 있었다. 1911년에서 1912년까지 레빅은 아데어 곶(영어: Cape Adare)에 머무르면서 인근 해안가에 서식하는 아델리펭귄의 번식 주기를 기록했다. 훗날 《남극의 펭귄(Antarctic Penguin)》이라는 서적을 출판한 레빅은 책에 아델리펭귄의 구애 행동, 짝짓기와 새끼를 돌보는 습성 등을 정확하고 상세히 기재했다.
이 때, 그는 아델리펭귄의 난잡한 성행위를 묘사하기는 했으나, 이를 학계에 온전히 알리기에는 부적격이라 여겨 해당 부분은 영어로 기록을 적되 발음이 같은 그리스 문자로 은폐 기록하여 일부러 사람들로 하여금 몰라보도록 했다. 때문에 아델리펭귄의 기상천외하다시피 한 성적 습성은 2012년 해당 연구가 재발견되기까지 전혀 알려지지 않았고, 알려진 후에도 학계에 적지 않은 파란을 가져다줬다.

## 위협

### 개체 수
아델리펭귄은 펭귄 중에서도 가장 개체 수가 많고 개체군이 안정적인 펭귄들로, 총 개체 수는 적게 잡아도 500만 마리 이상이 될 것이라고 추정되고 있다. 이 최소 수치는 생태지역에 서식하는 아델리펭귄만으로 한정해서 추산한 것이므로, 실제 개체 수는 2017년을 기준으로 1,200만에서 1,600만 마리가 될 것으로 추정된다. 그러나 IUCN에서는 비록 개체 수가 증가 추세에 있으나 이 수치에 못 미치는 760만 마리 정도의 수치를 잡고 있다. 남극반도에 가장 많은 개체군이 밀집해 있는 것으로 보이며, 특히 로스해와 아데어 곶 인근이 가장 많을 것으로 보인다.

### 위협 요소

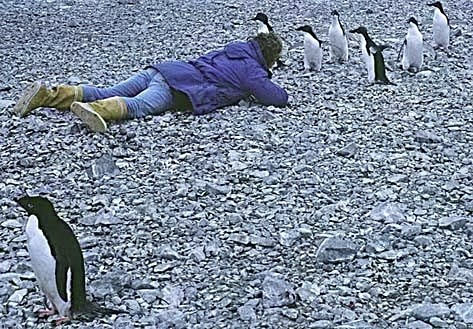
아델리펭귄과 사람

2010년 컴퓨터 분석에 따르면 현재보다 대류권 온도가 약 2℃ 더 상승한다면 아델리펭귄의 개체 수가 감소할 수 있으며, 이같은 상황이 2025-2052년 사이에 닥쳐올 수도 있다는 우려가 제기되었다. 만약 남극해의 환경이 급변한다면 펭귄들의 개체 수가 대폭 떨어질 위험이 크나, 한편으로는 아델리펭귄은 환경에 대한 적응력이 뛰어난 종이어서 다양한 환경에 적응할 수 있기 때문에 큰 우려를 하지 않는 의견도 있다. 또한 2015년 동남극 조사 결과, 이들의 개체 수가 지난 30년 전과 비교했을 때보다 27% 증가했다는 보고도 나왔다. 그러나 남극반도의 번식지에 모여드는 아델리펭귄 개체군은 영구동토층에 크게 의존하고 있어서 기후 변화에 취약하며, 만일 빙하 융해가 지속되고 바다가 더워지면 먹이가 되는 크릴이나 어종을 잃을 가능성이 있다.
인간과의 충돌도 아델리펭귄을 위협하는 요소 가운데 하나로, 가장 위험한 요소 가운데 하나는 불법 어업이다. 펭귄들이 먹을 먹이를 남획해 가기도 하지만, 그물에 통째로 걸려드는 경우도 있어 매우 위험하다. 또한, 남극에 관광이 활성화되면서 번식지가 훼손받을 위험도 생겼다.

## 참고 문헌
- Veselovský, Zdeněk (1984). 《Tučňáci》 10 Zvířata celého světa판. Praha: Státní zemědělské nakladatelství.
- T. D. Williams; R. P. Wilson (1995). 《Antarctic Penguins:  A Study of Their Social Habits》 (영어). Oxford: 옥스퍼드 대학교 출판부. ISBN 019854667X.
- George Murray Levick (2011). 《Antarctic Penguins:  A Study of Their Social Habits》 (영어). London: William Heinemann.